# Green Bay Packers 1946
La stagione 1946 dei Green Bay Packers è stata la 26ª della franchigia nella National Football League. La squadra, allenata da Curly Lambeau, ebbe un record di 6-5, terminando terza a pari merito nella NFL Western division. 

## Roster
| Roster dei Green Bay Packers nel 1946 |
| --- |
| Quarterback - Larry Craig - Al Zupek Running Back - Cliff Aberson - Tony Canadeo - Irv Comp - Bob Forte - Ted Fritsch - Russ Mosley - Bob Nussbaumer - Walt Schlinkman - Bruce Smith Wide Receiver - Clyde Goodnight - Nolan Luhn - Tom Miller - Carl Mulleneaux - Hal Prescott - Ray Riddick Tight End {{{te}}} Offensive Linemen - Solon Barnett - Earl Bennett - Charley Brock - Tiny Croft - Bob Flowers - Lester Gatewood - Bill Kuusisto - Bill Lee - Russ Letlow - Urban Odson - Merv Pregulman - Baby Ray - Al Sparlis - Dick Wildung Defensive Linemen - Ed Neal - Don Wells Linebacker {{{lb}}} Defensive Back - Ken Keuper - Charlie Mitchell - Herm Rohrig Special Team - Roy McKay |
| Legenda - I rookie sono in corsivo. - Il primo ruolo è il principale mentre gli eventuali successivi indicano i ruoli secondari. - (IR) sta per Injured Reserve ed indica la lista ristretta per un solo giocatore infortunato che può tornare ad allenarsi dopo la settimana 6 e a rientrare in prima squadra dopo che questa ha giocato 8 partite. - (NF-Inj.) / (NF-Ill.) stanno rispettivamente per Non-Football Injured e Non-Football Illness ed indicano le liste dove viene inserito un giocatore che ha un infortunio o una malattia non dipendente dal football americano. - (PUP) sta per Physically Unable to Perform ed indica la lista dove viene inserito un giocatore mentre è in attesa di recuperare la condizione fisica. Nella stagione regolare dopo la sesta partita giocata dalla propria squadra, il giocatore ha tempo tre settimane per riprendere ad allenarsi, più tre settimane aggiuntive dal suo rientro agli allenamenti per rientrare in prima squadra. |

## Calendario
| Stagione regolare |                   |                        |           |
| Turno             | Data              | Avversario             | Risultato |
| 1                 | 29 settembre 1946 | Chicago Bears          | S 30–7    |
| 2                 | 6 ottobre 1946    | Los Angeles Rams       | S 21–17   |
| 3                 | 13 ottobre 1946   | at Philadelphia Eagles | V 19–7    |
| 4                 | 20 ottobre 1946   | Pittsburgh Steelers    | V 17–7    |
| 5                 | 27 ottobre 1946   | Detroit Lions          | V 10–7    |
| 6                 | 3 novembre 1946   | at Chicago Bears       | S 10–7    |
| 7                 | 10 novembre 1946  | at Chicago Cardinals   | V 19–7    |
| 8                 | 17 novembre 1946  | at Detroit Lions       | V 9–0     |
| 9                 | 24 novembre 1946  | Chicago Cardinals      | S 24–6    |
| 10                | 1 dicembre 1946   | at Washington Redskins | V 20–7    |
| 11                | 8 dicembre 1946   | at Los Angeles Rams    | S 38–17   |

## Classifiche
| NFL Western Division |   |    |   |      |       |     |     |     |
|                      | V | S  | P | %    | DIV   | PF  | PS  | STR |
| Chicago Bears        | 8 | 2  | 1 | .800 | 6–1–1 | 289 | 193 | V1  |
| Los Angeles Rams     | 6 | 4  | 1 | .600 | 5–2–1 | 277 | 257 | V2  |
| Chicago Cardinals    | 6 | 5  | 0 | .545 | 5–3   | 260 | 198 | V2  |
| Green Bay Packers    | 6 | 5  | 0 | .545 | 3–5   | 148 | 158 | S1  |
| Detroit Lions        | 1 | 10 | 0 | .091 | 0–8   | 142 | 310 | S4  |

Nota:  i pareggi non venivano conteggiati ai fini della classifica fino al 1972.